# Cystidia agrionides
Cystidia agrionides là một loài bướm đêm trong họ Geometridae.